# Jason Eisener

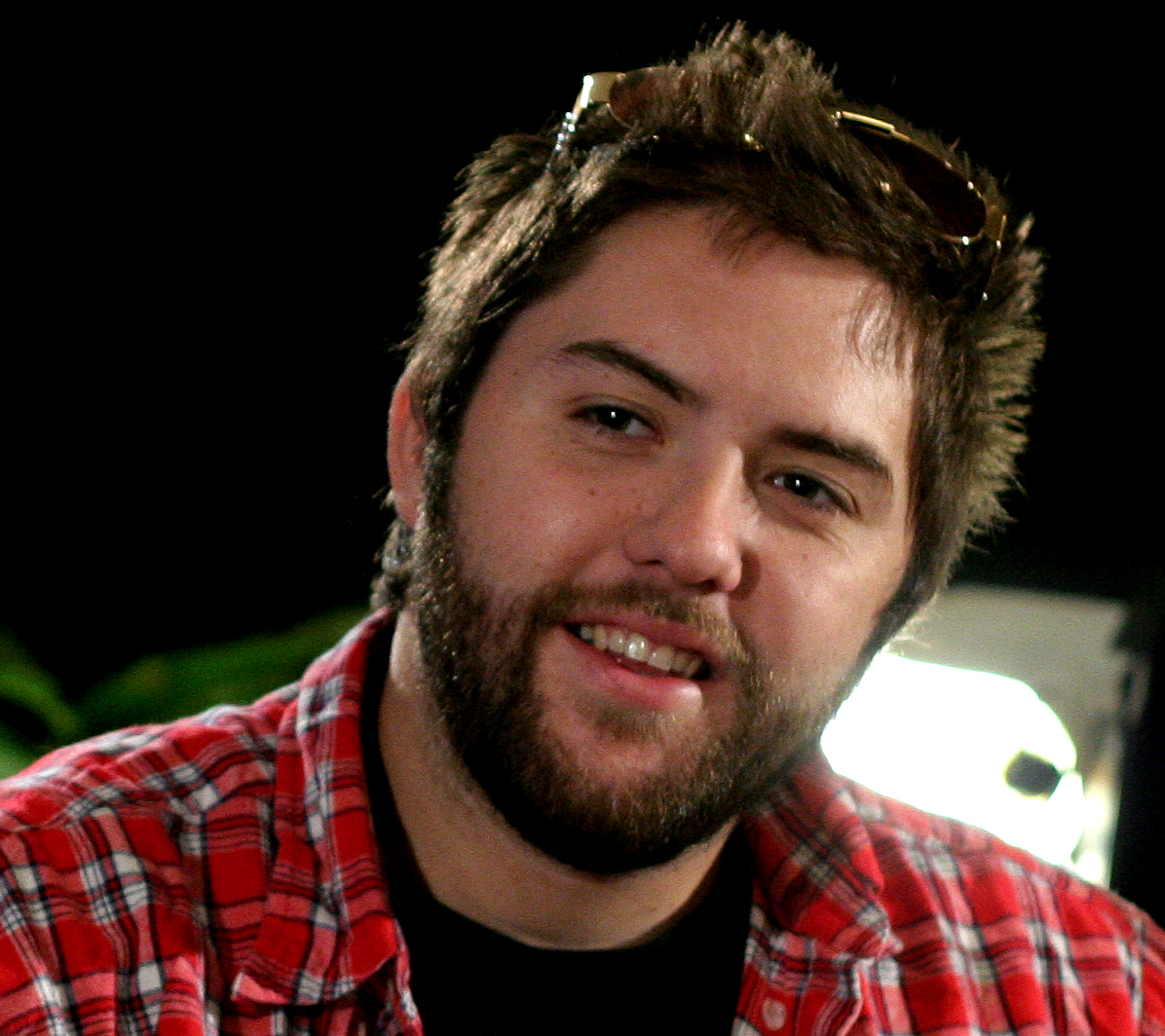
Jason Eisener (2008)

Jason Eisener (* vor 1990 in Dartmouth, Nova Scotia) ist ein kanadischer Regisseur und Filmeditor.

## Leben
Jason Eisener wurde im kanadischen Dartmouth geboren und wuchs dort auch auf.
Im Jahr 2005 drehte er seinen ersten Film The Teeth Beneath, für den er als Regisseur und Filmeditor fungierte. 2007 wurde Eiseners Fake-Trailer Hobo with a Shotgun bei einem von Quentin Tarantinos und Robert Rodriguez veranstalteten Wettbewerb unter hunderten Einsendungen ausgewählt und lief im Kino vor dem Double Feature Grindhouse.
Im Jahr darauf lief sein Horror-Kurzfilm Treevenge, in dem sich Weihnachtsbäume an den Bewohnern einer Stadt für die Abholzung rächen, auf diversen Festivals.
2011 drehte Eisener den auf seinem Fake-Trailer für Grindhouse basierenden gleichnamigen Langfilm Hobo with a Shotgun, in dem Rutger Hauer die titelgebende Hauptrolle übernahm. Es folgten Arbeiten für die Episodenfilme The ABCs of Death und S-VHS.
Später schuf Eisener gemeinsam mit Evan Husney die dokumentarische Serie Dark Side of the Ring, die sich mit kontroversen Themen und Ereignissen aus der Wrestling-Szene beschäftigt. Eisener führte bei allen 30 Episoden Regie.

## Filmografie (Auswahl)
Regisseur
- 2005: The Teeth Beneath
- 2007: Hobo with a Shotgun (Kurzfilm)
- 2008: Treevenge (Kurzfilm)
- 2011: Hobo with a Shotgun
- 2012: The ABCs of Death (Segment Y Is for Youngbuck)
- 2013: S-VHS ( V/H/S/2; Segment Slumber Party Alien Abduction)
- 2013: One Last Dive (Kurzfilm)
- 2019–2021: Dark Side of the Ring (Dokumentarserie, 30 Episoden)
- 2022: Kids vs. Aliens
- 2022: Tales from the Territories (Fernsehserie, 6 Episoden)

Filmeditor
- 2005: The Teeth Beneath
- 2006: Discrimination of the Dead (Kurzfilm)
- 2008: Treevenge (Kurzfilm)
- 2011: Hobo with a Shotgun
- 2013: S-VHS ( V/H/S/2; Segment Slumber Party Alien Abduction)
- 2013: Game (Kurzfilm)
- 2013: One Last Dive (Kurzfilm)
- 2015: Southbound
- 2017: Goon: Last of the Enforcers
- 2022: Kids vs. Aliens
- 2022: Tales from the Territories (Fernsehserie, 6 Episoden)